# Anastasija Myskina
Anastasija Myskina (russisk: Анастасия Андреевна Мыскина tr. Anastasija Andrejevna Myskina ; født 8. juli 1981 i Moskva, Sovjetunionen) er en tidligere kvindelig professionel tennisspiller fra Rusland.
Anastasija Myskina højeste rangering på WTA single rangliste var som nummer 2, hvilket hun opnåede 13. september 2004. I double er den bedste placering nummer 15, hvilket blev opnået 21. februar 2005.